# Darlington (Wisconsin)
Darlington es una ciudad ubicada en el condado de Lafayette en el estado estadounidense de Wisconsin. En el Censo de 2010 tenía una población de 2.451 habitantes y una densidad poblacional de 708,87 personas por km².

## Geografía
Darlington se encuentra ubicada en las coordenadas 42°40′42″N 90°7′6″O / 42.67833, -90.11833. Según la Oficina del Censo de los Estados Unidos, Darlington tiene una superficie total de 3.46 km², de la cual 3.46 km² corresponden a tierra firme y (0%) 0 km² es agua.

## Demografía
Según el censo de 2010, había 2.451 personas residiendo en Darlington. La densidad de población era de 708,87 hab./km². De los 2.451 habitantes, Darlington estaba compuesto por el 89.51% blancos, el 0.33% eran afroamericanos, el 0.49% eran amerindios, el 0.24% eran asiáticos, el 0% eran isleños del Pacífico, el 8.49% eran de otras razas y el 0.94% pertenecían a dos o más razas. Del total de la población el 12.12% eran hispanos o latinos de cualquier raza.